# Hermès

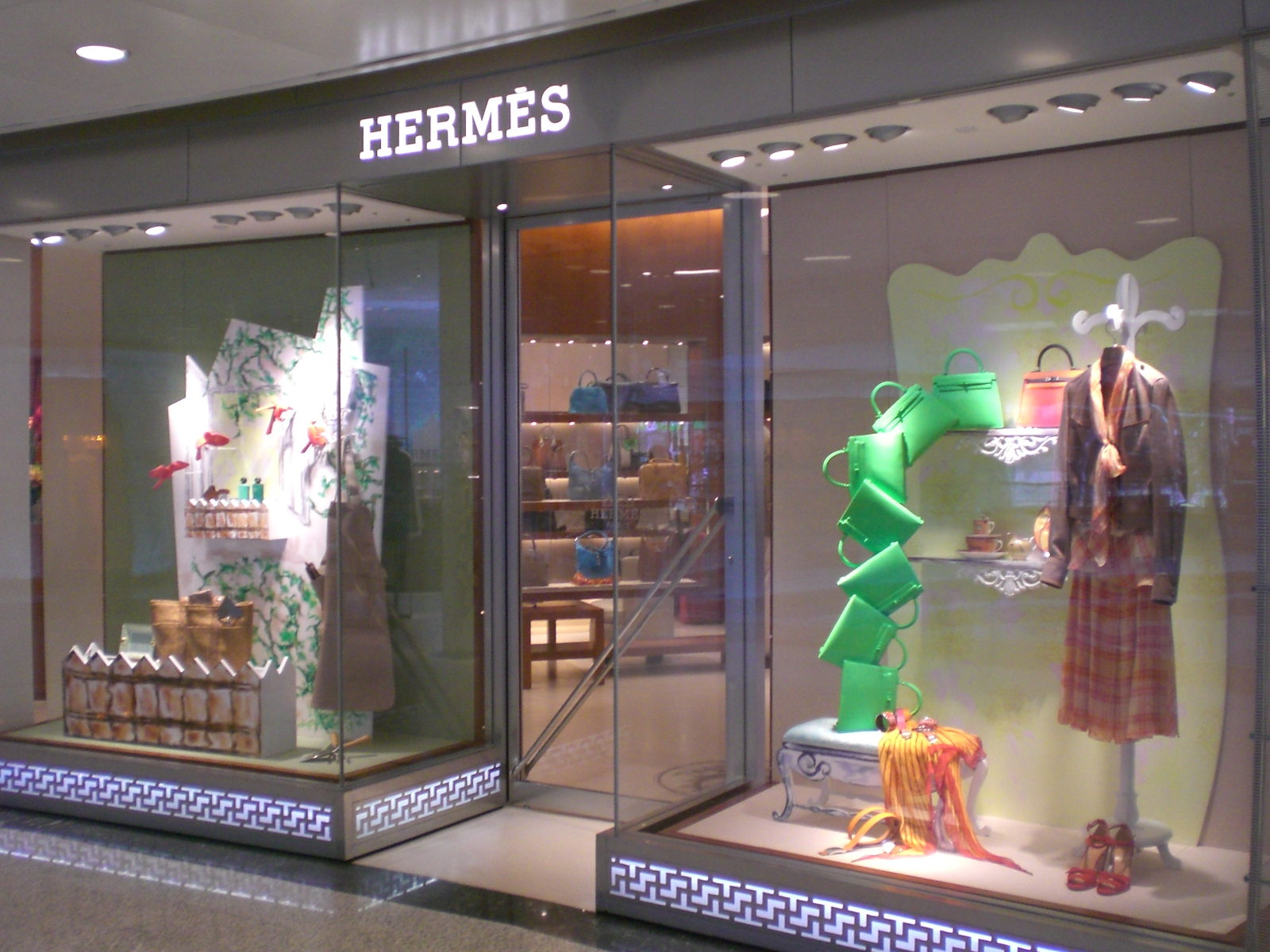
Obchod v Hongkongu

Hermès [ɛʀˈmɛs] je francouzská firma se sídlem v Paříži, která se zabývá výrobou luxusních předmětů a módních doplňků. Sortiment zahrnuje kabelky, obuv, šperky, hodinky, oděvy, parfémy a porcelán.
Firmu Hermès založil v Paříži roce 1837 Thierry Hermès (1801-1878) a od té doby se nachází v majetku rodiny.